# パラダイス・トロピカーナ
『パラダイス・トロピカーナ』は宝塚歌劇団によって制作された舞台作品。雪組公演。形式名は「ショー」。26場。作・演出は酒井澄夫。併演作品は『黄昏色のハーフムーン』。

## 公演期間と公演場所
- 1990年6月29日 - 8月7日　宝塚大劇場[1]
- 1990年11月3日 - 11月25日　東京宝塚劇場[2]

## 解説
※宝塚100年史（舞台編）の宝塚大劇場公演参考。
南の楽園トロピカル・アイランドを背景に、様々な恋人たちの愛の姿を、情熱的なラテンのリズムとトロピカルな旋律に乗せて華麗に繰り広げられる、エキサイティングなショー作品。

## スタッフ
※氏名の後ろに「宝塚」「東京」の文字がなければ両劇場共通。
- 作曲・編曲：寺田瀧雄・高橋城・西村耕次
- 音楽指揮：橋本和明（宝塚）、伊沢一郎（東京）
- 振付：羽山紀代美・県洋二・朱里みさを
- 装置：石濱日出雄・関谷敏昭
- 衣装：静間潮太郎
- 照明：今井直次
- 小道具：万波一重
- 効果：切江勝
- 音響監督：松永浩志
- 演出補：三木章雄
- 演出助手：石田昌也
- 舞台進行：渡辺勝彦
- 制作：高野賢一
- 製作担当：柏原正一（東京）

## 配役
※宝塚・東京共通。
- シンガー、若者、炎の男、兵士、キング - 杜けあき
- 歌う男、カルナバルの男S、花の精S - 一路真輝
- シンガー、恋人、カルナバルの女S - 鮎ゆうき
- 炎の女 - 真咲佳子
- 炎の歌手、シンガー - 北斗ひかる
- 酔っぱらい - 箙かおる・古代みず希
- シンガー、カルナバルの女S - 仁科有理
- 美女S - 野添さゆ紀
- カルナバルの女S - 小乙女幸
- 踊る女、花の精 - 早原みゆ紀・美月亜優
- 歌う男、駆者 - 海峡ひろき
- 歌う男、炎の女 - 高嶺ふぶき・轟悠
- 花の精、歌う女 - 五条まい
- 歌う男 - 和央ようか